# 高橋史朗
高橋 史朗（たかはし しろう、1950年 - ）は、日本の政治活動家、教育学者。一般財団法人親学推進協会理事長、モラロジー道徳教育財団道徳科学研究所教授。
日本会議政策委員、新しい歴史教科書をつくる会副会長、明星大学教授・同大学院教育学専攻主任、麗澤大学道徳科学教育センター客員教授などを歴任。専攻は占領下の日本教育史。その他にも「感性教育」、臨床教育学、ホリスティック教育学、「親学」などを研究している。

## 経歴
兵庫県龍野市（現・たつの市）出身。旧姓は土橋。兵庫県立龍野高等学校を経て1973年3月、早稲田大学第一文学部人文専修卒業。早稲田大学在学中、生長の家学生会全国総連合（生学連）委員長を務め、生学連のOB組織である「日本青年協議会」に参加。
1974年11月、日本青年協議会は、教科書を作成し、教育理論家や活動家の拠点校を増やすことなどを目的とする下部組織「日本教育研究所」を設立。高橋が事務局長に就いた。生学連女子学生対策局長だった高橋こずえと結婚し、高橋姓となった。
1978年3月、早稲田大学大学院文学研究科教育学専攻修士課程修了。高校講師となる。学校を休み、同年10月3日に日本武道館で行われた「元号法制化実現国民会議」の総決起国民大会に出席し、参加者2万人を代表して大会決議文を朗読した。その後、スタンフォード大学フーヴァー戦争・革命・平和研究所研究員となった。
1980年11月、明星大学人文学部専任講師。1984年4月、人文学部助教授。1990年4月、人文学部教授。1995年4月玉川大学大学院講師兼任。2016年4月、明星大学教育学部特別教授。
臨時教育審議会(政府委嘱)専門委員、国際学校研究委員会(文部省委嘱)委員、神奈川県学校不適応(登校拒否)対策研究協議会専門部会長を経て、青少年健全育成調査研究委員会(自治省委嘱)座長などもつとめた。

## 人物

### 統一教会との関係
- 1978年10月3日、統一教会の関連団体「国際勝共連合」や新興宗教「生長の家」等が共催したイベント「元号法制化実現総決起国民大会」で、高橋は学生服姿で大会決議文を読み上げた（詳細は「元号法制化実現国民会議」を参照）[12][13][14][15][16]。
- 1984年9月6日、高橋は統一教会の機関紙「世界日報」で教育勅語失効に異論を唱えた[17]。
- 統一教会の関連団体「世界平和教授アカデミー」の機関紙『知識』に複数回の寄稿を行っている。
  - 1990年6月号[18]。
  - 1991年10月号[19]。
  - 1992年1月号[20]。
- 2016年8月23日、新興宗教「幸福の科学」の関連団体「ひまわりJAPAN」が主催する講演会「このままでいいのか、日本！」で、高橋は徳永信一や杉田水脈らと講演をした[21][22][23]。講演会の会場はニューヨークにある統一教会が所有するビルだった[21][24]。
- 2017年7月6日、「ひまわりJAPAN」が主催する講演会「このままでいいのか、日本！2017」で、高橋はモラロジー研究所研究員の山岡鉄秀らと講演をした[25]。講演会の会場は上記の統一教会が所有するビルだった[24][25]。
- 高橋は旧統一教会関係の日刊紙『Viewpoint』に、2018年10月13日から2022年7月19日にかけて25本もの記事を載せていた[26]。
- 2018年3月25日、統一教会の関連団体「アジアと日本の平和と安全を守る山梨県フォーラム」などが主催し、統一教会の関連団体「平和大使協議会」が後援した特別教育講演会「戦後秘史〜日本人洗脳計画がもたらしたもの」で、高橋は講演した[27][28][29][30]。宮川典子と堀内詔子がこの特別教育講演会に祝電を送った[29]。
- 2018年5月14日開催の「家庭教育支援法、家庭教育支援条例の制定実現に向けて」の第3回全国地方議員研修会に、高橋は熊本県議の溝口幸治とともに講師として出席した[31]。第3回地方議員研修会を呼びかけた「全国地方議員連絡会議世話人会」は統一協会関連団体だった。議員が支払う研修会費の振込先が、統一教会の関連団体である「平和大使協議会」スズキ　ヒロオ　となっており、スズキとは、平和大使協議会の会長、鈴木博雄のことだった。
- 2018年12月14日、高橋は旧統一教会関連の保守系のワシントンタイムズ紙の姉妹紙、日刊紙「世界日報」の読者でつくる世日クラブの定期講演会で、「教育再生の根本問題」と題し講演した[32]。
- 2019年7月30日、国際勝共連合鳥取県本部代表の森谷司米子市議が事務局の鳥取県家庭教育支援条例推進委員会が主催した「家庭教育の必要性について」勉強会で、高橋は講師を務めた[33]。
- 高橋は子ども家庭庁の名称について、旧統一教会（現・世界平和統一家庭連合）の関連の保守系の日刊紙の月刊雑誌の「Viewpoint」で〈家庭を視野に入れた「こども家庭庁」であるべきだろう〉などと主張していた[34]。

### 生長の家との関係
- 高橋は早稲田大学在学中、新興宗教「生長の家」の関連団体「生長の家学生会全国総連合」委員長を務めた[1][2]。
- 高橋は「生長の家」の関連団体「日本教育研究所」の事務局長である[35][36]。
- 高橋は「生長の家」の関連団体「日本青年協議会」の一員である[37][38]。
- 高橋は新興宗教「生長の家」の関連団体「日本協議会」の機関紙『祖国と青年』に多数の寄稿等を行っている。
  - 1975年11月号（寄稿）[39]。
  - 1976年10月号（和歌の掲載）[40]。
  - 1977年4月号（寄稿）[41]。
  - 1977年7月号（和歌の掲載）[42]。
  - 1978年5月号（寄稿）[43]。
  - 1977年7月号（和歌の掲載）[44]。
  - 1978年12月号（寄稿）[13]。
  - 1979年5月号（寄稿）[45]。
  - 1980年5月号（寄稿）[46]。
  - 1980年7月号（寄稿）[47]。
  - 1981年3月号（寄稿）[37]。
  - 1982年11月号（インタビュー記事の掲載）[48]。
  - 1984年2月号（和歌の掲載）[49]。
  - 1985年2月号（和歌の掲載）[50]。
  - 1989年4月号（寄稿）[51]。
  - 1991年5月号（寄稿）[52]。
  - 1991年5月号（インタビュー記事「学校でひそかに進む"性教育”の実態　『性の解放』をめざす推進派の独壇場を許すな」の掲載[53]。聞き手は『祖国と青年』編集部[53]）
  - 1993年3月号（寄稿）[54]。
- 1978年10月3日、「生長の家」や統一教会の関連団体「国際勝共連合」等が共催したイベント「元号法制化実現総決起国民大会」で、高橋は学生服姿で大会決議文を読み上げた（詳細は「元号法制化実現国民会議」を参照）[9][12][13][14][15][16]。
- 1992年11月29日、「生長の家」の関連団体「広島祖青の会」が主催した「日本青年協議会結成20周年新時代提言シンポジウム」で、高橋は日本青年協議会代表の椛島有三と講演を行なった[55]。このシンポジウムのコーディネーターは全国教育問題協議会会長の中尾建三だった[55][56]。
- 同年、「生長の家」の関連団体「仙台祖青の会」が主催した講演会で高橋は講演した[57]。
- 高橋は、「生長の家」の関連団体「日本教育研究所」が製作した定価1万8000円の「先生と父兄のための性教育ビデオ〈60分〉どうする？エイズ性教育」の監修を務めた[58]。このビデオの広告が『祖国と青年』1994年1月号に掲載された[58]。
- 1998年8月13日、「生長の家」の関連団体「日本教育研究所」のセミナーで、高橋は講義を行なった[59]。
- 1999年8月24日、高橋は『祖国と青年』編集長の田中和子、アサヒビール名誉顧問の中條高徳らとともに、靖国神社崇敬奉賛会が主催したシンポジウム「生きるということ―英霊のみこころに学ぶ―」で講演した[60]。講演の様子は『祖国と青年』1999年10月号に掲載された[60]。
- 2000年8月11日、「生長の家」の関連団体「日本青年協議会」「日本教育研究所」が主催した「第十二回夏季中学生・高校生セミナー」で、高橋は講義を行なった[61]。セミナーの様子は『祖国と青年』2000年9月号に掲載された[61]
- 2000年8月27日、「生長の家」の関連団体「日本青年協議会」首都圏ブロックが共催した第二回東京青年フォーラム「教育シンポジウム」で、高橋はモラロジー研究所専任講師の波部忠司、東京都神道青年会副会長の本橋宣彦とともに講演を行なった[62]。
- 2000年9月30日、高橋は『祖国と青年』編集長の田中和子、俳優の今井雅之とともに、靖国神社崇敬奉賛会が主催した第2回公開シンポジウム「生きるということ―特攻隊と戦後の僕ら―」でトークセッションを行なった[63]。講演の様子は『祖国と青年』2000年9月号に掲載された[63]。

### 幸福の科学との関係
- 2008年3月9日、新興宗教「幸福の科学」の関連団体「いじめから子供を守ろうネットワーク」が主催したシンポジウムで、高橋は基調講演を行なった[64][65]。
- 2008年5月25日、「幸福の科学」の関連団体「いじめから子供を守ろうネットワーク」が主催し、埼玉県教育委員会等が後援したシンポジウムで、高橋は基調講演を行なった[64][65]。パネルトークには、高橋、森口朗（「幸福の科学」の私塾「ハッピー・サイエンス・ユニバーシティ」のアソシエイト・プロフェッサー）、矢内筆勝（「幸福の科学」の政治団体「幸福実現党」総務会長兼出版局長）、井澤一明（1991年に幸福の科学に入局、2013年参院選に幸福実現党から出馬）らが参加した[64][66][67][68][69]。
- 2011年3月27日、「幸福の科学」の関連団体「いじめから子供を守ろうネットワーク」が主催し、兵庫県教育委員会等が後援したシンポジウムで、高橋は基調講演を行なった[70][71]。井澤一明（1991年に幸福の科学に入局、2013年参院選に幸福実現党から出馬）、栗岡真由美（2009年衆院選に幸福実現党から出馬）がパネルトークを行なった[70][71][68][72]。
- 2011年8月24日、「幸福の科学」の関連団体「いじめから子供を守ろうネットワーク」と赤穂市教育委員会が共催したシンポジウムで、高橋は基調講演を行なった[71]。パネルトークには、高橋、井澤一明（1991年に幸福の科学に入局、2013年参院選に幸福実現党から出馬）が参加した[71]。
- 2013年10月に「幸福の科学」の関連団体「幸福の科学出版」から出版された『反日日本人は修学旅行でつくられる』に、高橋は推薦文を寄稿した[73]。この本の著者・森虎雄は明星大学大学院の高橋史朗ゼミの卒業生だった[73]。
- 「幸福の科学」の機関誌「ザ・リバティ」2014年9月号に、高橋のインタビュー記事が掲載された[74]。
- 2015年3月9日、Happy Science USA（幸福の科学の英語名）が後援し、ニューヨーク正論の会、正しい歴史認識を訴える会、論破プロジェクトが主催したイベント「テキサスナイト ㏌ NYC」で、高橋はトニー・マラーノ、山本優美子、鈴木規正、藤井実彦（幸福の科学の信者）、藤木俊一、木村公宣とパネルディスカッションを行なった[75][76][77][78]。
- 2015年9月、高橋は、幸福実現党党首の釈量子、藤岡信勝（「新しい歴史教科書をつくる会」の創設者）と座談会を行なった[79][80]。座談会の内容は「幸福の科学」の機関紙「ザ・リバティ」2015年11月号に掲載された[79][80]。
- 2016年8月23日、「幸福の科学」の関連団体「ひまわりJAPAN」が主催する講演会「このままでいいのか、日本！」で、高橋は徳永信一や杉田水脈らと講演をした[21][22][23]。講演会の会場はニューヨークにある統一教会が所有するビルだった[21][24]。
- 2017年4月30日、「幸福の科学」の関連団体「いじめから子供を守ろうネットワーク」が主催し、広島県教育委員会等が後援したシンポジウムで、高橋は基調講演を行なった[81]。パネルトークには山本浩徳（2009年衆院選に幸福実現党から出馬）、井澤一明（1991年に幸福の科学に入局、2013年参院選に幸福実現党から出馬）らが参加した[81][82][68]。
- 2017年7月6日、「幸福の科学」の関連団体「ひまわりJAPAN」が主催する講演会「このままでいいのか、日本！2017」で、高橋はモラロジー研究所研究員の山岡鉄秀らと講演をした[25]。講演会の会場は上記の統一教会が所有するビルだった[24][25]。
- 2021年9月4日、「幸福の科学」の関連団体「いじめから子供を守ろうネットワーク」が主催し、和歌山県教育委員会等が後援したシンポジウムで、高橋は基調講演を行なった[83][84]。パネルディスカッションには、高橋、井澤一明（1991年に幸福の科学に入局、2013年参院選に幸福実現党から出馬）、三木菊美（幸福実現党の和歌山県和歌山市地区代表）らが参加した[83][84][68][85]。

### その他
- 朝日新聞で、安倍晋三のブレーンの一人と報じられた[86]。
- 魚住昭によると、高橋は昭和中後期の冷戦下、反共路線をとっていた頃の宗教団体「生長の家」で、学生運動[87][88]。朝日新聞記者の藤生明によると、椛島有三らから始まり全国展開していった学園正常化運動に衛藤晟一、井脇ノブ子、百地章、伊藤哲夫らの後に続いて参加したとされる[89]。

## 主張

### 米国の日本占領政策
米国の戦後の日本占領政策について、米国が「日本が二度と立ち上がれないような政策」を行ったとしており、それがその後の日本人の「自虐意識」を育てることになったと主張している。

### 子どもの権利批准条約
1990年に「『子どもの権利条約』批准・署名運動には慎重な対応を」という記事を『改革者』（政策研究フォーラム）に寄稿した。

### 教育・男女共同参画
高橋の論文は日本青年協議会機関誌『祖国と青年』に数多く残っており、1975年11月号の『無国籍歴史教育・その問題点』では「日教組が明確な『階級史観』に立脚し、低劣な『善玉悪玉論』で徹底した『革命教育』をしているのは明らか」と主張。1977年には「日本教育研究所」事務局長として「若者の凄惨な爆弾闘争は、歴史の中における一体感を身につけなかった悲劇」「天皇―国家―自己の生命を貫いている根源的な価値に目覚めさせることが最も本質的な課題」と座談会で述べた。
1996年12月2日、藤岡信勝、西尾幹二らが中心となって「新しい歴史教科書をつくる会」（略称：つくる会）の結成記者会見が開かれる。西尾は「この度、検定を通過した7社の中学教科書は、証拠不十分のまま従軍慰安婦の強制連行説をいっせいに採用した」との声明を発表。声明文に藤岡、西尾、高橋、小林よしのり、坂本多加雄、深田祐介、山本夏彦、阿川佐和子、林真理子の計9人が呼びかけ人として名を連ねた。
2006年の教育基本法改正に奔走した。

### 親学
現在家庭の教育力が低下・崩壊の危機に瀕していると考え、まず親が子育ての方法を学ぶという「親学」の概念を提唱している。児童の発達障害は治療可能であると主張している。高橋の助言により、大阪市において大阪維新の会が、「家庭教育支援条例」案に親学を盛り込む条文を検討、作成している。この条例案は、医師や発達障害児の保護者から、内容が「学術的根拠がない」「偏見を増幅する」との批判を受け、維新の会代表である大阪市長橋下徹も、批判に同調しつつ条例案に否定的なコメントを述べたため、維新の会大阪市議団はいったん謝罪、その後、この条例案を撤回した。
朝日新聞のインタビューで「親学をうたった家庭教育支援条例を制定する自治体が増えている」との質問に対し、「僕の提唱する狭義の親学とは異なる。」と答え、「狭義の親学の特徴は「主体変容」の思想」すなわち「責任を他に転嫁しない。自分が変われば周りが変わるという考え方。英語のtransfomationの訳だ。」と語り、J.C.スマッツが「宇宙における統一体の起源と進歩を運命づける原理」としている「全体論」という意味の「ホーリズム（holism）」と結びつけた。

### 憲法
「『美しい日本人の心』を支えてきたのが、親心と孝心（子が親を思う心）、すなわち『家族の絆』であった」として、「GHQから押し付けられた」日本国憲法第24条を「なんとしても改正するか創設すべき条項」に挙げている。

### 子ども家庭庁
子ども家庭庁の名称について、統一教会（現・世界平和統一家庭連合）系メディアの「Viewpoint」や「正論」（産経新聞社）などで〈このような不当な理由で「家庭」を削除する自民党議員の不見識さには開いた口が塞がらない〉〈子供の危機的状況は家庭の問題と明らかに密接不可分である。家庭を視野に入れた「こども家庭庁」であるべきだろう〉と主張していた。

## 活動

### 埼玉県教育委員
2004年12月に埼玉県知事上田清司に招聘され、埼玉県教育委員会の教育委員に任命された。高橋は「新しい歴史教科書をつくる会」の役員、扶桑社版教科書監修者でもあったため、特定の教科書の関係者が教育委員という教科書採択に関わる立場につくことは不適切だなどとして、教職員組合、日本共産党、公明党、子どもと教科書全国ネット21などが抗議した。高橋は着任後、2005年8月に行われた教科書採択においては、当該科目の採択において退席するという配慮を行ったが、結局扶桑社版は採択されなかった。

2007年10月25日、埼玉県教育委員長に選出された（任期は2007年10月26日より1年間）。2008年10月に再任されたが、教育委員の任期切れに伴い同年12月26日付で退任した。

### 東京都男女平等参画審議会委員
2006年5月1日、東京都男女平等参画審議会の第3期委員25名の一人として高橋が選出されたことが発表された。これを受け、東京都の男女平等参画政策の後退を憂慮する市民の会（呼びかけ人は若桑みどりら28人）は5月3日〜5月18日で合計802名の賛同署名および13団体からの賛同を受けた「憂慮声明」が、同月22日に都庁知事室および生活文化局へ提出された。

### 男女共同参画会議委員
2013年3月27日、フェミニスト関係者の「ｍネット・民法改正情報ネットワーク」などの十一女性団体と弁護士・有識者らが、男女共同参画会議議員に高橋が就任したことに対して、フェミニスト団体から「高橋氏はジェンダーへのバッシングの急先鋒（せんぽう）として知られ、男女共同参画会議議員として極めて不適格」とした抗議文を会議議長の菅義偉内閣官房長官（当時）に提出した。。

### その他
- 1996年には、選択的夫婦別姓制度導入に反対する「夫婦別姓に反対し家族の絆を守る国民委員会」の呼びかけ人を務めた[112]。
- 独自の「脳科学」を論拠に講演や出版を行っている[113]。

## 役職
- 内閣府男女共同参画会議委員
- 東京都男女平等参画審議会委員[11]
- 埼玉県教育委員会委員長職務代理者[11]（2004年12月27日 - 2008年12月26日）。
- 埼玉県青少年健全育成審議会会長
- 仙台市男女共同参画推進審議会委員（2007年7月12日 - 2009年7月11日＝再任なし）。
- 臨時教育審議会第一部会構成委員（1984年 - 1987年）
- PHP総合研究所、同・「親学研究会」主査
- 新しい歴史教科書をつくる会副会長（1999年7月 - 2004年11月10日）。
- 日本会議政策委員[4]
- 「日本の教育改革」有識者懇談会（民間教育臨調）運営委員長[114]
- 親学協会理事長
- やすくに活世塾初代塾長
- 一般財団法人親学推進協会理事長[11]
- 親学会副会長[11]
- NPO法人師範塾理事長・埼玉師範塾理事長[11]
- 「子どもと家族を応援する日本」重点戦略検討会議　家族・地域の再生分科会委員（政府委嘱）[11]
- 感性・脳科学研究会会長[11]
- 日本仏教教育学会理事[11]
- 日本健康行動科学会理事[11]

## 著書
- 『「総点検」戦後教育の実像-荒廃と歪みの構図を探る』（PHP研究所, 1986年11月）ISBN 4569218741
- 『教科書検定』（中央公論社〈中公新書〉, 1988年2月）ISBN 4121008677
- 『天皇と戦後教育』（ヒューマン・ドキュメント社, 1989年2月）ISBN 4795232598
- 『悩める子供たちをどう救うか　―いじめ、登校拒否、非行から立ち直った感性教育の現場から―』（PHP研究所, 1991年5月）ISBN 4569530605
- 『魂を揺り動かす教育-全国の教育現場を行脚して』（日本教育新聞社出版局, 1991年6月）ISBN 4890550607
- 『教育再生の課題』（上・下、日本教育新聞社出版局、1993年）
- 『間違いだらけの急進的性教育-エイズ・性をどう教えるか』（黎明書房, 1994年2月）ISBN 465401554X
- 『検証・戦後教育-日本人も知らなかった戦後50年の原点』（広池学園出版部, 1995年8月）ISBN 4892053821
- 『感性を活かすホリスティック教育　―いじめ・不登校を克服し、子どもの「いのち」を救う―』（広池学園出版部, 1996年6月）ISBN 4892053953
- 『平和教育のパラダイム転換』（オピニオン叢書：明治図書出版, 1997年3月）ISBN 4181663035
- 『歴史教育はこれでよいのか』（東洋経済新報社, 1997年4月）ISBN 4492221530
- 『歴史の喪失-日本人は自らの歴史教育を取り戻せるのか』（総合法令出版, 1997年8月）ISBN 4893465597
- 『臨床教育学と感性教育』（玉川大学出版部, 1998年4月）ISBN 4472112418
- 『「学級崩壊」10の克服法。―親と教師はこう立ち向かえ!―』（ぶんか社, 1999年10月）ISBN 4821106876
- 『日本文化と感性教育　―歴史教科書問題の本質―』（モラロジー研究所, 2001年11月）ISBN 489639125X
- 『日本が二度と立ち上がれないようにアメリカが占領期に行ったこと』（致知出版社, 2014年1月）
- 『「日本を解体する」戦争プロパガンダの現在』（宝島社, 2016年3月）
- 『WGIPと「歴史戦」 「日本人の道徳」を取り戻す』（モラロジー研究所, 2019年1月）
- 『戦後教育改革半世紀』（明成社, 2025年3月）

ブックレット
- 『魂を揺り動かす教育-多賀大社文化振興基金講演集 第2輯』（多賀大社文化振興基金, 1996年8月）
- 『脳科学から見た日本の伝統的子育て　発達障害は予防、改善できる』（モラロジー研究所・生涯学習ブックレット, 2010年12月）ISBN 978-4896391947
- 『家庭教育の再生　今なぜ「親学」「親守詩」なのか。』（明成社ブックレット, 2012年9月）ISBN 978-4-905410-13-3

### 共著・編著ほか
- 『占領下の教育改革』（至文堂「現代のエスプリ」, 1984年12月）
  - 『臨教審』（至文堂「現代のエスプリ」, 1985年7月）
  - 『社会科と歴史教育』（至文堂「現代のエスプリ」, 1988年6月）
  - 『児童の権利条約』（至文堂「現代のエスプリ」, 1992年11月）
  - 『性と生命の教育』（至文堂「現代のエスプリ」, 1993年4月）
  - 『感性教育』（至文堂「現代のエスプリ」, 1997年11月）
- 『臨教審と教育基本法-臨教審のゆくえと日教組の混迷』（杉原誠四郎と共著、至文堂「現代のエスプリ別冊」, 1986年6月）
- 『占領下の教育改革と検閲-まぼろしの歴史教科書』（ハリー・レイと共編著、日本教育新聞社出版局, 1987年1月）ISBN 4930821681
- 『欧米から見た日本の教育-教育の国際化とは』（ハリー・レイと共著、教職課程新書 協同出版, 1989年3月）
- 『新学力観を活かす学校教育相談』（学事出版, 1996年2月）
  - 改訂版『心を育てる学校教育相談』（学事出版, 1998年12月）ISBN 4761906014
  - 増訂版『子どもがいきいきするホリスティックな学校教育相談』（学事出版, 2006年1月）ISBN 4-7619-1166-2
- 『癒しの教育相談理論-ホリスティックな臨床教育学』（癒しの教育相談 第1巻、明治図書出版, 1997年8月）ISBN 4180177161
- 『学級経営に活かす教育相談』（癒しの教育相談 第4巻、明治図書出版, 1997年8月）ISBN 418018026X
- 『ホリスティックな学校づくり-感性を育む』（癒しの教育相談 第2巻、明治図書出版, 1997年10月）ISBN 4180178109
- 『ホリスティックな教育相談-保護者への援助』（癒しの教育相談 第3巻、明治図書出版, 1997年10月）ISBN 4180179296
- 『親が変われば子は変わる!-感性・心の教育フォーラム』（濤川栄太と共著、扶桑社, 1998年7月）ISBN 4594025277
- 『感性教育による人間変革』（明治図書出版, 1999年9月）(講座=感性・心の教育 第1巻)ISBN 4180281171
- 『感性教育による授業変革』（明治図書出版, 1999年9月）(講座=感性・心の教育 第2巻)ISBN 4180282119
- 『感性教育による学級変革』（明治図書出版, 1999年9月）(講座=感性・心の教育 第3巻)ISBN 4180283158
- 『感性教育による教師変革』（明治図書出版, 1999年9月）(講座=感性・心の教育 第4巻)ISBN 4180284197
- 『感性教育による学校変革』（明治図書出版, 1999年9月）(講座=感性・心の教育 第5巻)ISBN 4180285134
- 『私たちの美しい日の丸・君が代-現場教師がやさしい解説とエピソードで綴る』（石井公一郎監修、編著、明成社, 2000年5月）ISBN 4944219024
  - 改訂版『私たちの美しい日の丸・君が代-子供たちに伝える国旗・国歌物語』（石井公一郎監修、編著、明成社, 2003年5月）ISBN 4944219202
- 『新しい教科書誕生!!』（編著、PHP研究所, 2000年9月）ISBN 4569612555
- 『ふっと気づいてふっと感じて』（監修：全国教育関係神職協議会企画編集、展転社, 2000年10月）ISBN 488656187X
- 『新しい日本の教育像』（共著、富士社会教育センター, 2001年8月）ISBN 4938296608
- 『こころの瞳で』（監修：全国教育関係神職協議会企画編集. おうふう, 2001年9月）ISBN 4273032031
- 『「命の大切さ」を実感する心の教育　―この体験が生徒を変えた―』（監修：学事出版, 2004年3月）ISBN 4761910275
- 『学校教育を変えよう』（石川水穂・若月秀夫と共著、自由国民社, 2004年4月）ISBN 4426121116
- 『親学のすすめ　―胎児・乳幼児期の心の教育―』（親学会[他]、監修、モラロジー研究所, 2004年8月）ISBN 489639092X
- 『ホーリズムと進化』（J.C.スマッツ、石川光男・片岡洋二と訳、玉川大学出版部, 2005年7月）ISBN 4472403161
- 『続 親学のすすめ』（親学会[他]、監修、モラロジー研究所, 2006年9月）ISBN 4896391276
- 『卒業式・入学式-学校現場での国旗・国歌の指導は当然-国際的礼儀学ぶ権利踏み躙る「東京地裁判決」』（石井昌浩・百地章・鈴木由充との共著、明成社, 2007年3月）ISBN 978-4944219544
- 『親が育てば子供は育つ [第三の教育論シリーズ1] 』（MOKU出版, 2007年4月）ISBN 978-4900682696
- 『これで子供は本当に育つのか [第三の教育論シリーズ2] 』（MOKU出版, 2007年4月）ISBN 978-4900682702
- 『君たちが、日本のためにできること　大学生に伝えたい祖国との絆』（共著：明成社, 2011年3月）ISBN 978-4-944219-99-5。講演「自分づくり」から始める日本再生
- 『物語で伝える教育勅語　親子で学ぶ12の大切なこと』（監修：明成社, 2012年11月）ISBN 978-4-905410-16-4
- 『「慰安婦」謀略戦に立ち向かえ！　日本の子供たちを誰が守るのか？』（共著：明成社, 2017年5月）ISBN 978-4-905410-42-3

### 出演
- 『性教育過激派のねらい』（ビデオ）[115][116]